# Enveitg
Enveitg (Enveig en catalán) es una localidad  y comuna francesa, situada en el departamento de Pirineos Orientales en la región de Languedoc-Rosellón y comarca de la Alta Cerdaña.
A sus habitantes se les conoce por el gentilicio de enveitgois en francés y envegès, envegesa en catalán.

## Geografía

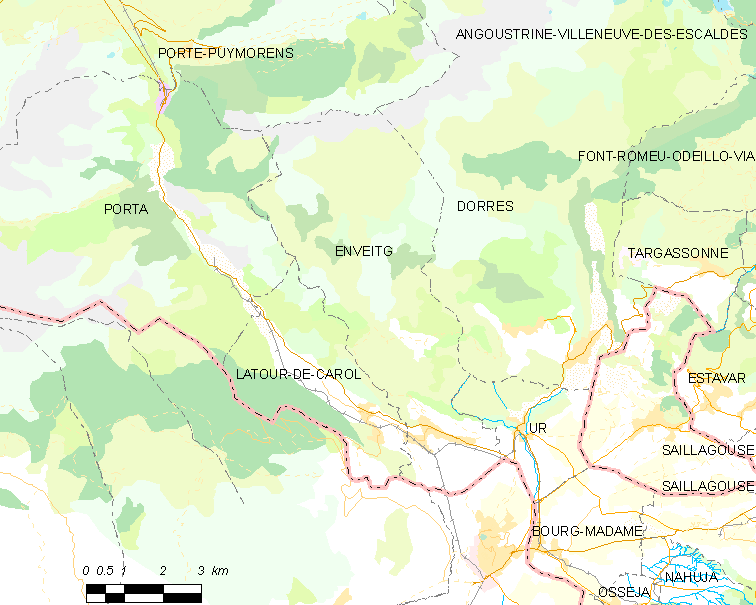
Situación de Enveitg

## Demografía
| 508 | 520 | 518 | 553 | 545 | 621 |
| Para los censos de 1962 a 1999 la población legal corresponde a la población sin duplicidades (Fuente: INSEE [Consultar]) |     |     |     |     |     |

## Lugares de interés

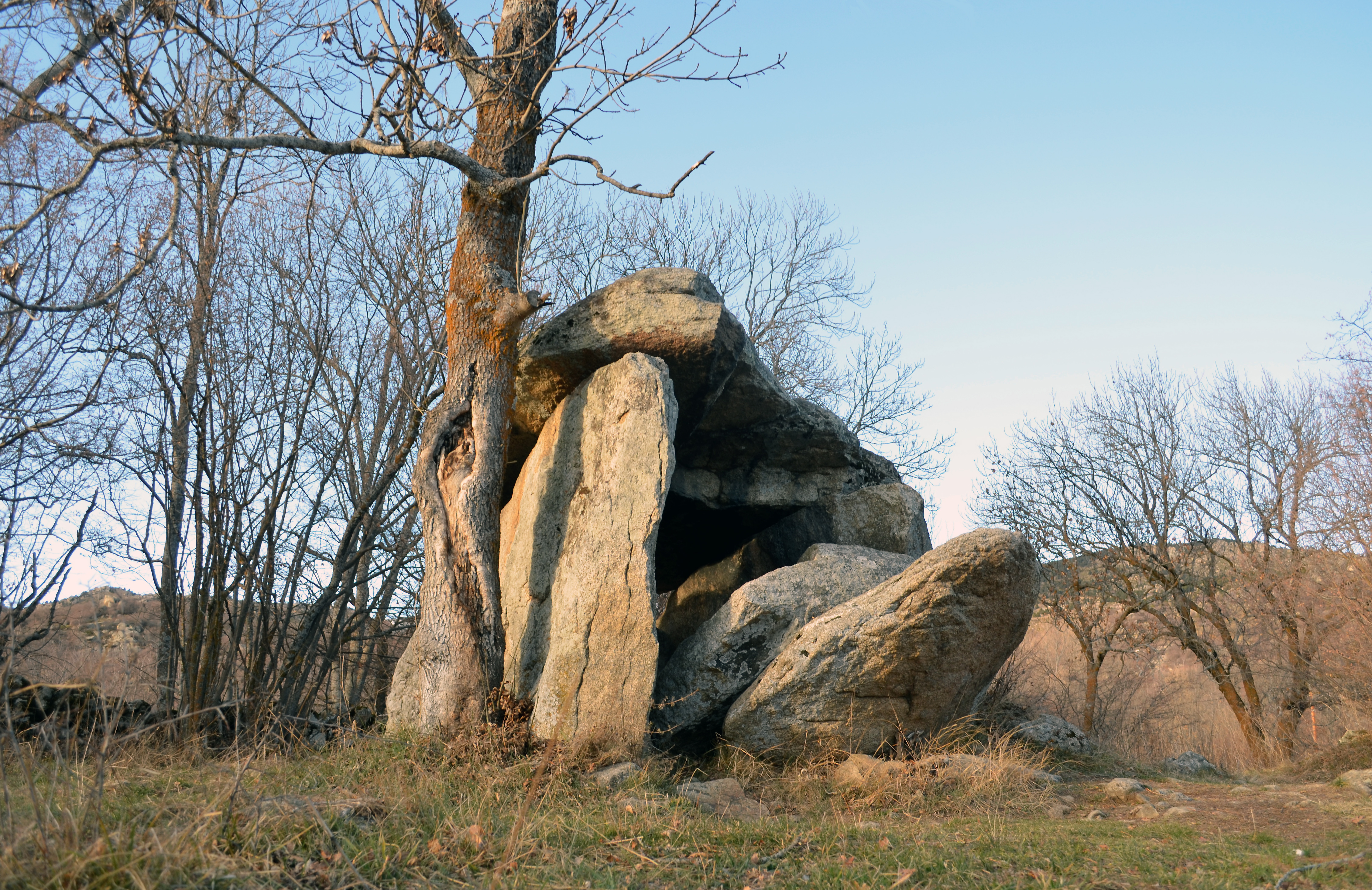
Dolmen de Bragoly

- Iglesia de Sant Saturnino). Conserva una pequeña muestra del románico, aún habiendo sido muy restaurada durante los siglos XVII y XVIII
- Dolmen de Bragoly
- Estación internacional del tren de Latour-de-Carol - Enveitg